# Mérida Unión Deportiva
El Mérida Unión Deportiva és un club de futbol extremeny de la ciutat de Mèrida.

## Història
L'any 1990 dos equips de la ciutat de Mèrida, el Santa Eulalia i el Los Milagros es van fusionar, formant el club anomenat Unión Deportiva Mérida Promesas, que seria el club filial de l'històric Club Polideportivo Mérida.
L'any 2000 el Club Polideportivo Mérida desapareix, i la UD Mérida Promesas s'hi desvincula per no veure's arrossegada. La UD Mérida Promesas es converteix en el principal equip de la ciutat, i puja a Segona B l'any 2001. L'equip es converteix en el Unión Deportiva Mérida i l'any 2005 el nom s'inverteix, passant a ser Mérida Unión Deportiva. En la dècada del 2000 el club alterna la Segona B i la Tercera.
Resum de l'evolució del futbol a Mèrida:
- Emérita Foot-ball Club (1921-29) → CD Emérita (1929-34) → Emérita Foot-ball Club (1934-35) → Sociedad Deportiva Emeritense (1935-66) → Mérida Industrial CF (1966-85) → Mérida Club Polideportivo (1985-92) → Club Polideportivo Mérida (1992-00)
- UD Augusta Emérita (1989-90) → Mérida Promesas UD (1990–00) → UD Mérida (2000–05) → Mérida Unión Deportiva (2005–13)
- Mérida Asociación Deportiva (2013-15) → Asociación Deportiva Mérida (2015-)

## Dades del club
- Temporades a Primera Divisió: 0
- Temporades a Segona Divisió A: 0
- Temporades a Segona Divisió B: 7
- Temporades a Tercera Divisió: 14 (comptant la 2011-12)
- Millor posició a la lliga: 4t (Segona Divisió B, temporades 2001-02 i 2007-08)
- Pitjor posició en categoria nacional: 10è (Tercera Divisió, temporada 1992-93)

## Palmarès
- 2 Campionats de Tercera Divisió (temporades 1999-2000, 2004-05).